# Sargus bipunctatus

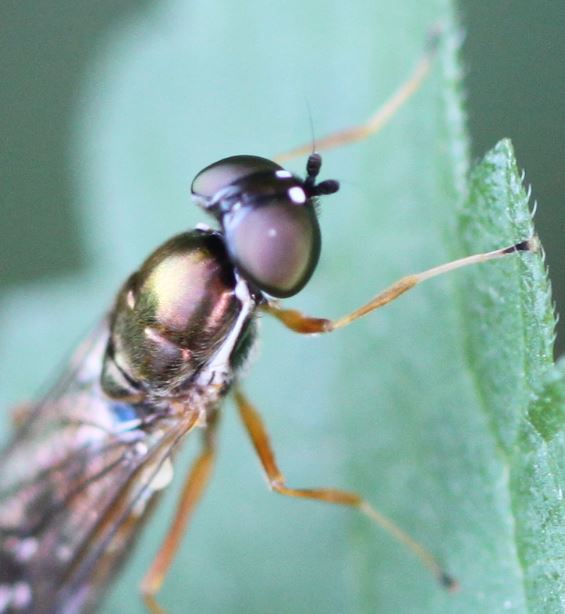
Blick auf den Kopf

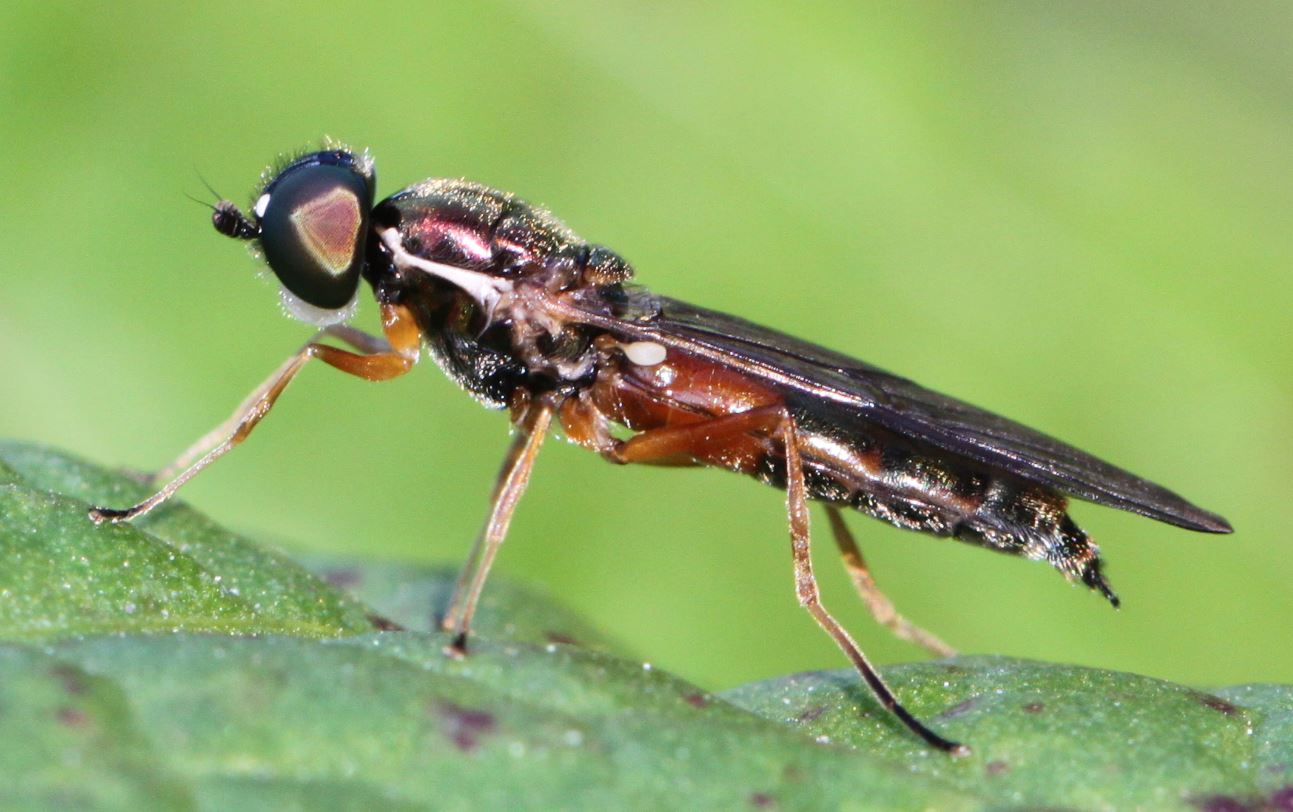
Seitenansicht

Sargus bipunctatus, auch als Dungwaffenfliege bekannt, ist eine Fliege aus der Familie der Waffenfliegen (Stratiomyidae). Der Namenszusatz bipunctatus kommt aus dem Lateinischen und bedeutet „mit zwei Punkten“.

## Merkmale
Die Fliegen erreichen eine Körperlänge von 10 bis 14 Millimetern. Der Thorax ist metallisch grün glänzend. An den Seiten des Thorax verläuft ein silbriger Streifen. Das Schildchen weist keine Dornen auf. Die Fliegen besitzen eine charakteristische Flügeladerung. Die Art weist einen ausgeprägten Geschlechtsdimorphismus auf. Die Männchen sind schlanker. Ihre Augen berühren sich im Gegensatz zu den Weibchen. Ihr Hinterleib ist metallisch bronzefarben. Die Weibchen sind korpulenter. Die Basis ihres Hinterleibs ist rötlich gefärbt, der hintere Hinterleibsteil ist blauschwarz. Bei beiden Geschlechtern sind Femora und Tibiae orange gefärbt. Die Tarsen sind weißlich mit schwärzlichen Enden. Oberhalb der Fühlerbasis befinden sich auf der Frons zwei für die Art namengebende weiße Flecke.

## Verbreitung
Sargus bipunctatus ist in der westlichen Paläarktis heimisch. In Europa ist die Art weit verbreitet. Sie kommt auch auf den Britischen Inseln vor, fehlt jedoch in Dänemark und Fennoskandinavien. Ihr Vorkommen reicht bis nach Nordafrika und in den Nahen Osten. In Nordamerika wurde die Art eingeschleppt und kommt dort an der Pazifikküste vor.

## Lebensweise
Die Flugzeit von Sargus bipunctatus dauert von August bis Anfang November. Die Larven entwickeln sich in Kuhdung, Kompost, verrottendem Pflanzenmaterial und faulenden Pilzen.